# Persone di cognome Bassi
| Questa pagina contiene informazioni ricavate automaticamente dalle voci biografiche con l'ausilio del template Bio e di un bot. L'aggiornamento è periodico e automatico e ricostruisce completamente la pagina. Se manca una persona in questa lista, sei pregato di non aggiungerla, ma accertati piuttosto che la sua voce biografica contenga il template Bio e che i dati anagrafici siano correttamente compilati. Se il template Bio manca, inseriscilo tu stesso o, in alternativa, metti l'avviso {{tmp\|Bio}} che ne segnala la mancanza. Se i dati riportati sono sbagliati, correggi direttamente la voce biografica; le modifiche saranno visibili in questa lista entro pochi giorni. Per chiarimenti vedi il progetto biografie. La lista contiene solo le 47 persone che sono citate nell'enciclopedia e per le quali è stato implementato correttamente il template Bio. Pagina aggiornata al 3 nov 2022. |

Questa è una lista di persone presenti nell'enciclopedia che hanno il cognome Bassi, suddivise per attività principale.

## Allenatori di calcio(1)
- Andrea Bassi, allenatore di calcio italiano (Firenze, n.1932 - Acquapendente, † 1995)

## Architetti(3)
- Carlo Bassi, architetto e scrittore italiano (Ferrara, n.1923 - Milano, † 2017)
- Giovanni Battista Bassi, architetto, matematico e meteorologo italiano (Pordenone, n.1792 - Santa Margherita del Gruagno, † 1879)
- Martino Bassi, architetto italiano (Seregno, n.1542 - Milano, † 1591)

## Arcivescovi cattolici(1)
- Francesco Saverio Bassi, arcivescovo cattolico italiano (Carpineto Sinello, n.1745 - Chieti, † 1821)

## Attori(2)
- Ettore Bassi, attore e conduttore televisivo italiano (Bari, n.1970)
- Parsifal Bassi, attore e regista italiano (Bologna, n.1892 - Bologna, † 1960)

## Baritoni(1)
- Luigi Bassi, baritono italiano (Pesaro, n.1766 - Dresda, † 1825)

## Bibliotecari(1)
- Domenico Bassi, bibliotecario e papirologo italiano (Varallo Sesia, n.1859 - Bellano, † 1943)

## Botanici(1)
- Ferdinando Bassi, botanico italiano (Bologna, n.1710 - † 1774)

## Calciatori(6)
- Amine Bassi, calciatore marocchino (Bezons, n.1997)
- Davide Bassi, ex calciatore italiano (Sarzana, n.1985)
- Edgardo Bassi, calciatore e allenatore di calcio italiano (Firenze, n.1905)
- Giampiero Bassi, calciatore italiano (San Giuliano Milanese, n.1939 - San Giuliano Milanese, † 2007)
- Giulio Bassi, calciatore italiano (n.1897)
- Luigi Bassi, calciatore italiano (Pavia, n.1920)

## Cantautori(1)
- Sergio Bassi, cantautore italiano (Codogno, n.1949 - Crema, † 2020)

## Ciclisti su strada(1)
- Giovanni Bassi, ciclista su strada italiano (Milano, n.1894 - Mondovì, † 1942)

## Compositori(2)
- Adolfo Bassi, compositore e tenore italiano (Napoli, n.1775 - Trieste, † 1855)
- Enrico Bassi, compositore e musicista italiano (n.1967)

## Contralti(1)
- Carolina Bassi, contralto italiano (Napoli, n.1781 - Cremona, † 1862)

## Designer(1)
- Franco Bassi, designer italiano (Milano, n.1920 - Milano, † 2006)

## Fisici(1)
- Pietro Bassi, fisico italiano (Genova, n.1922 - Lione, † 1984)

## Fotografi(1)
- Gildaldo Bassi, fotografo italiano (Mandrio di Correggio, n.1852 - Correggio, † 1932)

## Funzionari(1)
- Giacomo Bassi, funzionario italiano (Gottro, n.1896 - Gottro, † 1968)

## Giocolieri(1)
- Leo Bassi, giocoliere, comico e attore francese (New York, n.1952)

## Giornalisti(2)
- Age Bassi, giornalista, scrittore e politico italiano (Lodi, n.1924 - Lodi, † 1996)
- Mario Bassi, giornalista e scrittore italiano (Forlì, n.1886 - Dolo, † 1945)

## Librettisti(1)
- Calisto Bassi, librettista italiano (Cremona - Abbiategrasso, † 1860)

## Maratoneti(1)
- Gian Battista Bassi, ex maratoneta italiano (n.1949)

## Militari(1)
- Livio Bassi, ufficiale e aviatore italiano (Trapani, n.1918 - Roma, † 1941)

## Missionari(1)
- Assuero Teofano Bassi, missionario e vescovo cattolico italiano (Cesa, n.1887 - Piacenza, † 1970)

## Naturalisti(1)
- Agostino Bassi, naturalista e botanico italiano (Mairago, n.1773 - Lodi, † 1856)

## Patrioti(1)
- Ugo Bassi, patriota e religioso italiano (Cento, n.1801 - Bologna, † 1849)

## Pianisti(1)
- Pier Emilio Bassi, pianista, compositore e direttore d'orchestra italiano (Martinengo, n.1920 - Milano, † 2009)

## Piloti automobilistici(1)
- Giorgio Bassi, pilota automobilistico italiano (Milano, n.1934)

## Pittori(1)
- Giambattista Bassi, pittore italiano (Massa Lombarda, n.1784 - Roma, † 1852)

## Politici(2)
- Aldo Bassi, politico italiano (Trapani, n.1920 - Trapani, † 2004)
- Franca Bassi, politica italiana (Piacenza, n.1956)

## Rapper(1)
- Bassi Maestro, rapper, disc jockey e beatmaker italiano (Milano, n.1973)

## Religiosi(1)
- Domenico Bassi, religioso e pedagogista italiano (Piancastagnaio, n.1875 - Firenze, † 1940)

## Scultori(1)
- Antonio Bassi, scultore italiano (Trani, n.1889 - Trani, † 1965)

## Storici dell'arte(1)
- Elena Bassi, storica dell'arte italiana (Mantova, n.1911 - Venezia, † 1999)

## Tennisti(1)
- Lucia Bassi, ex tennista italiana (n.1936)

## Tenori(1)
- Amedeo Bassi, tenore italiano (Montespertoli, n.1872 - Firenze, † 1949)

## Trombettisti(1)
- Aldo Bassi, trombettista e compositore italiano (Roma, n.1962 - Latina, † 2020)

## Vescovi cattolici(1)
- Colombino Bassi, vescovo cattolico italiano (Genova, n.1660 - Pistoia, † 1732)